# Studentski katolički centar
Studentski katolički centar (SKAC) hrvatska je udruga.

## Povijest
Studentski katolički centar u Zagrebu 2001. godine je osnovao pater Luka Rađa sa suradnicima, kao centar za studente i mlade.
SKAC mladima omogućuje cjelovitu formaciju kako bi mogli adekvatno odgovoriti na životne izazove i tako doprinijeti izgradnji hrvatskoga društva. Ono im nudi duhovne i edukativne programe, volontiranje i kreativne radionice te nova poznanstva i prijateljstva. SKAC mijenja hrvatsko društvo uključivanjem u neformalno obrazovanje, zagovaranje mladih i socijalnu podršku. Misija SKAC-a je svima pružiti priliku da upoznaju sebe, kušaju Boga, pripadaju i žive za druge.

## Ustroj

### SKAC Palma (Zagreb)
SKAC Palma je dobio svoj naziv po Palmotićevoj ulici u Zagrebu gdje se nalazi bazilika Presvetog Srca Isusova gdje je se i odvijaju mise mladih petkom u 20:30 sati. Zagrebački SKAC nudi mnogo projekata, poput:
- 3D formacije - program za razvoj cjelovite osobnosti
- iDom - ignacijske duhovne obnove za mlade
- volonterski centar
- Modrave - duhovno rekreativni ljetni program
- planinarski križni putevi (PKP)
- druženja i dr.

### SKAC Split
SKAC Split osnovan je 2011. godine. Pruža podršku mladima u razvijanju njihovih kvaliteta s ciljem njihova osobnog rasta i sa željom da se na dobro organiziran način, kako zajednički tako i pojedinačno, aktivno uključe u društvo u skladu s kršćanskim vrednotama. Trajna duhovna formacija, trajna izgradnja i usavršavanje mladih za društvenu uključenost, društveno korisne i humanitarne djelatnosti, suradnja s drugim udrugama i zajednicama koje se bave mladima i konačno, izgradnjom kapaciteta. Splitski SKAC također organizira mnogo projekata poput:
- 2 = 1
- Mise mladih
- 3D formacije
- SKAC bend
- ljetni kamp za mlade Dračeva Luka - Brač
- planinarski križni putevi (PKP)
- duhovne obnove i hodočašća
- Youcat international
- akademski krug
- volonterski centar "Agenti dobrote" i dr.

### SKAC Dubrovnik
SKAC Dubrovnik osnovan je 2014. godine. Vode ga mladi vjernici laici uz pratnju duhovnika, omogućujući svojim vršnjacima - studentima i mladim radnicima našeg Grada formaciju kroz duhovne i edukativne programe, volontiranje i zabavni sadržaj. Dubrovački SKAC je i dobitnik dviju nagrada za razvoj i promociju volonterstva na području Dubrovnika: Organizator volontiranja 2015. i Koordinator volontera 2016.
Organizator je dvaju velikih programa m-ljetovanje i 72 sata bez kompromisa koji okupljaju svake godine preko 300 sudionika. Lokacija udruge je u Kovačkoj ulici, staroj gradskoj jezgri Dubrovnika. Mise mladih su svakog ponedjeljak u 20 sati u crkvi sv. Vlaha.

### SKAC Slavonski Brod
SKAC Slavonski Brod osnovan je 2016. godine. Udruga je brodskih studenata i ostalih mladih vjernika-katolika, okupljenih po prvi puta oko studentskog kapelana. Svjedočenje vjere molitvom, rastom u vjeri i kršćanskim aktivizmom. SKAC je otvoren svim mlađim ljudima dobre volje, svima koji žele dati svoj doprinos izgradnji Kraljevstva ljubavi, pravde i mira.
Projekti i aktivnosti brodskog SKAC-a:
- Mise mladih svake srijede u 20h – župna crkva Gospe Brze Pomoći (Mala crkva)
- sudjelovanje u volonterskim i društvenim projektima:
  - 72 sata bez kompromisa
  - utrka Marijinih obroka
  - večer Marijinih obroka
  - Brodske amaterske igre mladih
- koncert duhovne glazbe na trgu
- planinarski križni put (PKP)
- volonterski klub "Agenti dobrote"
- vjeronauk za studente, filmske večeri, prezentacijska događanja, hodočašća i dr.

Podrška mladima u razvijanju njihovih kvaliteta s ciljem njihova osobnog rasta i sa željom da se na dobro organiziran način, kako zajednički tako i pojedinačno, aktivno uključe u društvo u skladu s kršćanskim vrednotama. SKAC klub nalazi se u ulici Ante Starčevića 53, a duhovnik udruge je vlč. Robert Farkaš.

### SKAC Osijek
Poput i ostalih tako i osječki SKAC organizira mnogo projekata te je aktivan na volonterskom području. Petkom navečer su mise mladih u Svetištu Srca Isusova u Stepinčevoj 27. Poslije mise mladi ostaju još neko vrijeme u molitvi pred Presvetim oltarskim sakramentom, a nakon klanjanja slijedi bratsko agape druženje u prostorima isusovačke Rezidencije, na koje svatko ponese nešto grickalica i/ili piće.

## Duhovno-rekreativni ljetni kampovi za mlade

### Modrave
Od 2003. godine tijekom ljetnih mjeseci organizira se duhovno-rekreativni kamp za mlade na Modravama, u blizini Pirovca.

### M-ljetovanje
Od 2015. godine tijekom ljetnih mjeseci organizira se duhovno-rekreativni kamp za mlade na otoku Mljetu.

## Povezano
- 72 sata bez kompromisa
- Franjevačka mladež
- Marijanski zavjet za Domovinu

## Vanjske poveznice
Mrežna mjesta
- Studentski katolički centar Palma, službeno mrežno mjesto
- Proslavljeno 20 godina SKAC-a Palma, www.isusovci.hr